# Águia Futebol Clube de Cumaru
Águia Futebol Clube de Cumaru, conhecida popularmente como Águia de Cumaru, é uma associação esportiva brasileira da cidade de Cumaru, no agreste do estado de Pernambuco. Foi fundado em janeiro de 2023 e suas cores oficiais, são o azul e amarelo. Tem como modalidade esportiva principal o futebol.
Apresentando um projeto inovador de revelação de jovens atletas e inclusão de crianças da região na modalidade, o Águia de Cumaru fez sua estreia profissional na mais recente terceira divisão do Campeonato Pernambucano, em 2023. Em seu primeiro ano, teve a pior campanha de sua história na terceirona, tendo uma única vitória apenas. No seu segundo ano, o Águia deu a volta por cima. Apesar de ter disputado uma Série A3 marcada por controvérsias a federação paralisando o campeonato na última rodada e com mais da metade dos participantes sendo punidos com perda de pontos, o clube fez sua melhor campanha em uma competição profissional, com um aproveitamento de 57% e garantindo vaga na Série A2 do Pernambucano em 2025.

## Estatísticas

### Campanhas de destaque
| Águia Futebol Clube de Cumaru      | Águia Futebol Clube de Cumaru | Águia Futebol Clube de Cumaru | Águia Futebol Clube de Cumaru | Águia Futebol Clube de Cumaru |
| Torneio                            | Campeão                       | Vice-campeão                  | Terceiro colocado             | Quarto colocado               |
| ---------------------------------- | ----------------------------- | ----------------------------- | ----------------------------- | ----------------------------- |
| Campeonato Pernambucano - Série A3 | 0 (não possui)                | 1 vez (Última em 2024)        | 0 (não possui)                | 0 (não possui)                |

### Participações
|  | Participação em 2025 |

| Competição | Competição | Temporadas | Melhor campanha     | Estreia | Última | P | R |
| Pernambuco | Série A2   | 1          | Estreante (2025)    | 2025    | 2025   | – | – |
| Pernambuco | Série A3   | 2          | Vice-campeão (2024) | 2023    | 2024   | 1 |   |